# Johann Eberhard Pavenstedt

Johann Pavenstedt, Physionotrace, Paris, um 1801

Johann Eberhard Pavenstedt  (* 1. November 1777 in Bremen; † 6. Dezember 1860 in Bremen) war ein deutscher Jurist und bremischer Senator.

## Biografie
Pavenstedt war der Sohn des Bierbrauers und Eltermanns Johann Eberhard Pavenstedt (1747–1823) und seiner Frau Sarah geb. Gildemeister, Tochter von Senator Johann Gildemeister. Die Familie war seit dem 17. Jahrhundert in Bremen als Bierbrauer ansässig. Pavenstedt war zwei Mal verheiratet, ab 1804 mit der Kaufmannstochter Catharina Retberg (1783–1821) und ab 1826 mit der Kaufmannstochter Henriette Gabain (1792–1853). Aus beiden Ehen stammen sechs Kinder, unter anderem Johann Eberhard Ludewig Pavenstedt. Er wohnte in seinem Haus Am Wall 104/206 und in einem Landgut an der Vahrer Straße.
Er absolvierte ab 1794 das Gymnasium Illustre in Bremen. Nach dem Abitur studierte er ab 1796 Rechtswissenschaften an der Universität Göttingen (etwa zu gleicher Zeit wie der spätere Bürgermeister Simon Hermann Nonnen) und promovierte dort 1800 zum Dr. jur. Er führte einige Studienreisen unter anderem nach Paris und Wien durch. Ab 1804 war er als Advokat in Bremen tätig.
1811 wurde er in der Bremer Franzosenzeit Präfekturrat und 1812 Unterpräfekt in Oldenburg im Département des Bouches du Weser. Es gelang ihm, die bremischen Interessen gut gegenüber der französischen Herrschaft zu vertreten, und so blieb er auch nach 1813/14 eine angesehene Persönlichkeit.
Seit 1814 war er Mitglied im Bremer Bürgerkonvent. Am 30. März 1816 wurde er zum Senator in Bremen gewählt. Im Senat der Freien Hansestadt Bremen hatte er in dieser Zeit neben Johann Smidt, Nonnen und Johann Carl Friedrich Gildemeister auf Grund seiner Familienbeziehung und seiner Vielseitigkeit einen großen Einfluss. Er war prägend in den Kommissionen für auswärtige Angelegenheiten und für die Schifffahrt tätig.
Am 5. März 1849 trat er in den Ruhestand. 1857 schrieb er seine Erinnerungen.